# Lophuromys verhageni
Lophuromys verhageni  (Verheyen, Hulselmans, Dierckx & Verheyen, 2002) è un roditore della famiglia dei Muridi endemico della Tanzania.

## Descrizione
Roditore di piccole dimensioni, con la lunghezza della testa e del corpo tra 112 e 140 mm, la lunghezza della coda tra 43 e 81 mm, la lunghezza del piede tra 21 e 23,5 mm, la lunghezza delle orecchie tra 14,3 e 22 mm e un peso fino a 64 g.

Esternamente indistinguibile da Lophuromys aquilus, dal quale si differenzia per le dimensioni più grandi e per il cranio più robusto e sottile e le creste sopra-orbitali meno sviluppate.

## Biologia

### Comportamento
È una specie terricola.

## Distribuzione e habitat
Questa specie è conosciuta soltanto sul Monte Meru, nella Tanzania centro-meridionale.
Vive nelle distese erbose all'interno delle foreste umide montane a circa 2.600 metri di altitudine.

## Conservazione
La IUCN considera questa specie sinonimo di Lophuromys flavopunctatus.